# Daimler-Renault-Nissan-Allianz
Die im April 2010 begonnene Allianz zwischen den Konzernen Daimler, Renault und Nissan ist eine strategische Kooperation im Automobilsektor. Im ab 2015 errichteten Werk des 50:50 Joint-Ventures COMPAS (Cooperation Manufacturing Plant Aguascalientes) in Aguascalientes (Mexiko) werden seit 2017 Infiniti-Modelle und ab 2018 die Mercedes-Benz A-Klasse Limousine (V 177) produziert.

## Gemeinsame Modelle
In Folge der Allianz wurde eine Vielzahl gemeinsamer Modelle auf den Markt gebracht. Kernmarkt der Allianz ist der europäische Automarkt.
- Renault baut den Renault Kangoo als Mercedes Citan für Daimler.
- Renault und Daimler entwickelten gemeinsam den Renault Twingo und den Smart Forfour auf der Twingo-Plattform.
- Daimler liefert die Plattform der A-Klasse für den Bau des bis 2020 gebauten Infiniti Q30.
- Auf der Plattform des Mercedes-Benz GLA baute Infiniti auch bis 2020 den QX30.
- Von Renault und Daimler entwickelte 4-Zylinder-Diesel- und -Ottomotoren mit 1,33 bis 1,6 Litern Hubraum als kleinere Motorisierungen für verschiedene Mercedes-Benz-Modelle (Beispiel: Dieselmotor Mercedes-Benz OM 607 ≈ Renault K9K).
- Von Daimler gebauter 4-Zylinder-Dieselmotor mit 2,1 Liter Hubraum und 4-Zylinder-Ottomotor mit Turboaufladung mit 2,0 Liter für verschiedene Infiniti-Modelle.
- Mercedes-Pickup X-Klasse auf gemeinsamer Basis mit Nissan Navara und Renault Alaskan.

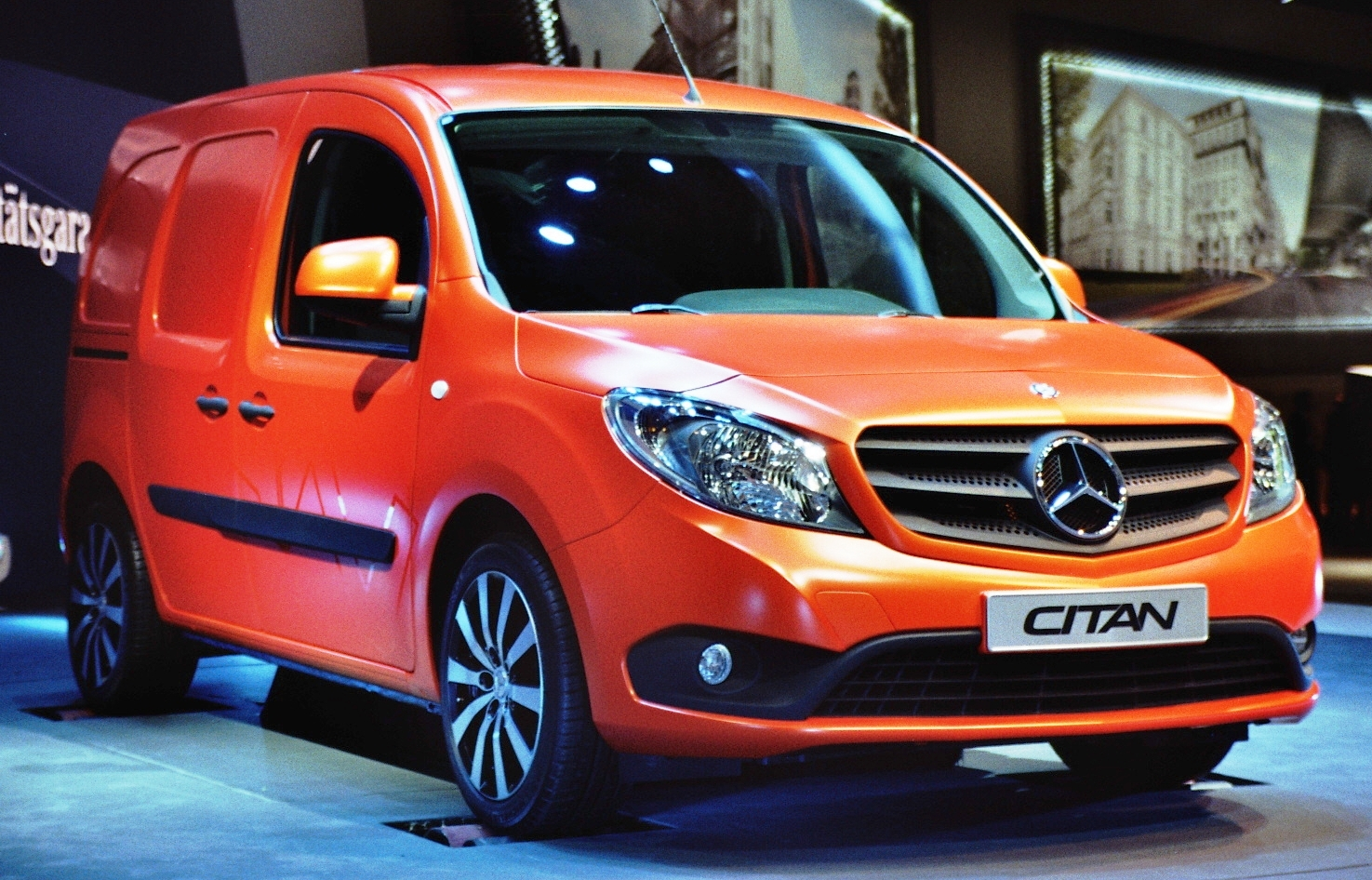
Mercedes Citan, auf Kangoo-Basis
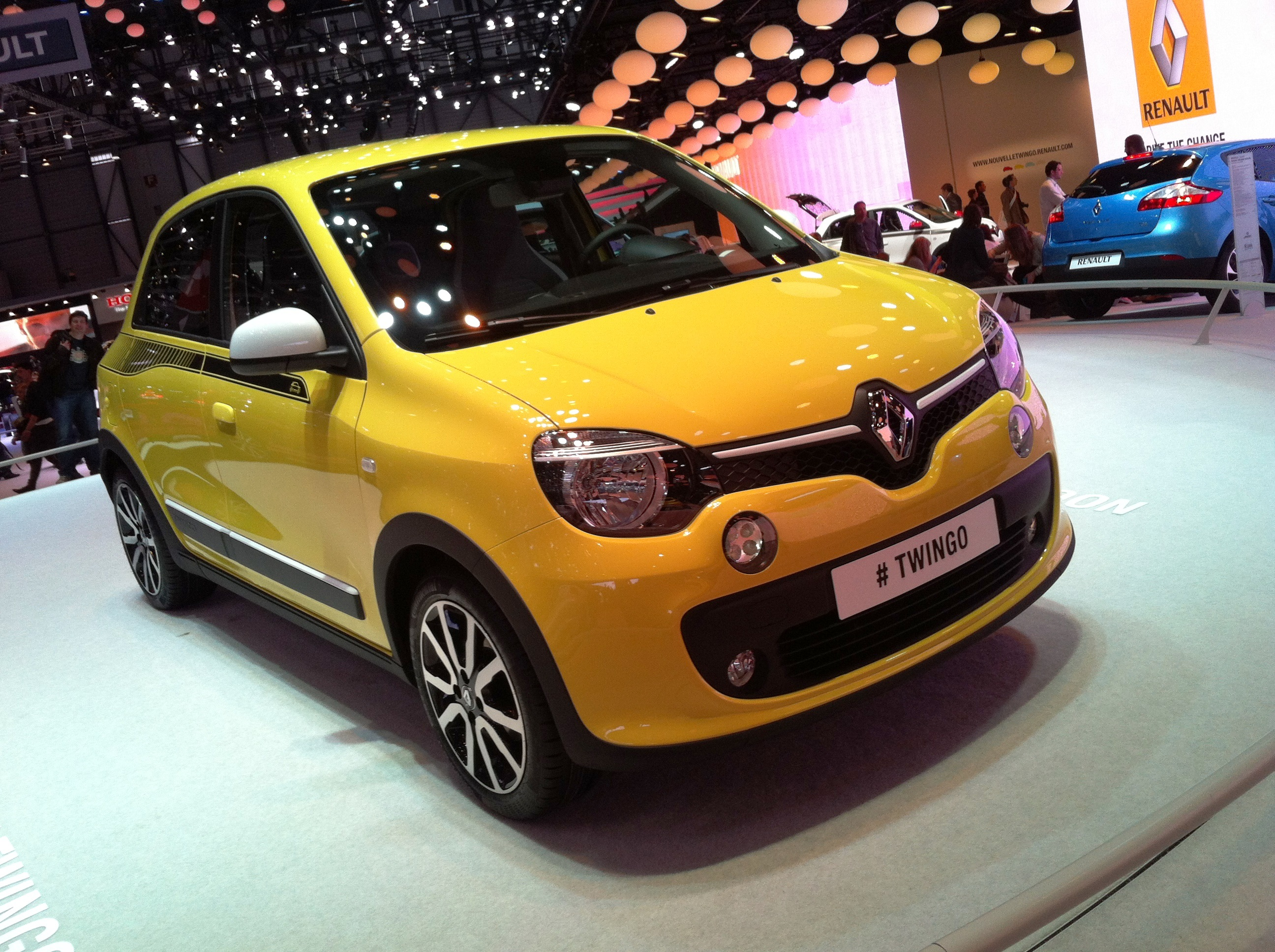
Renault Twingo
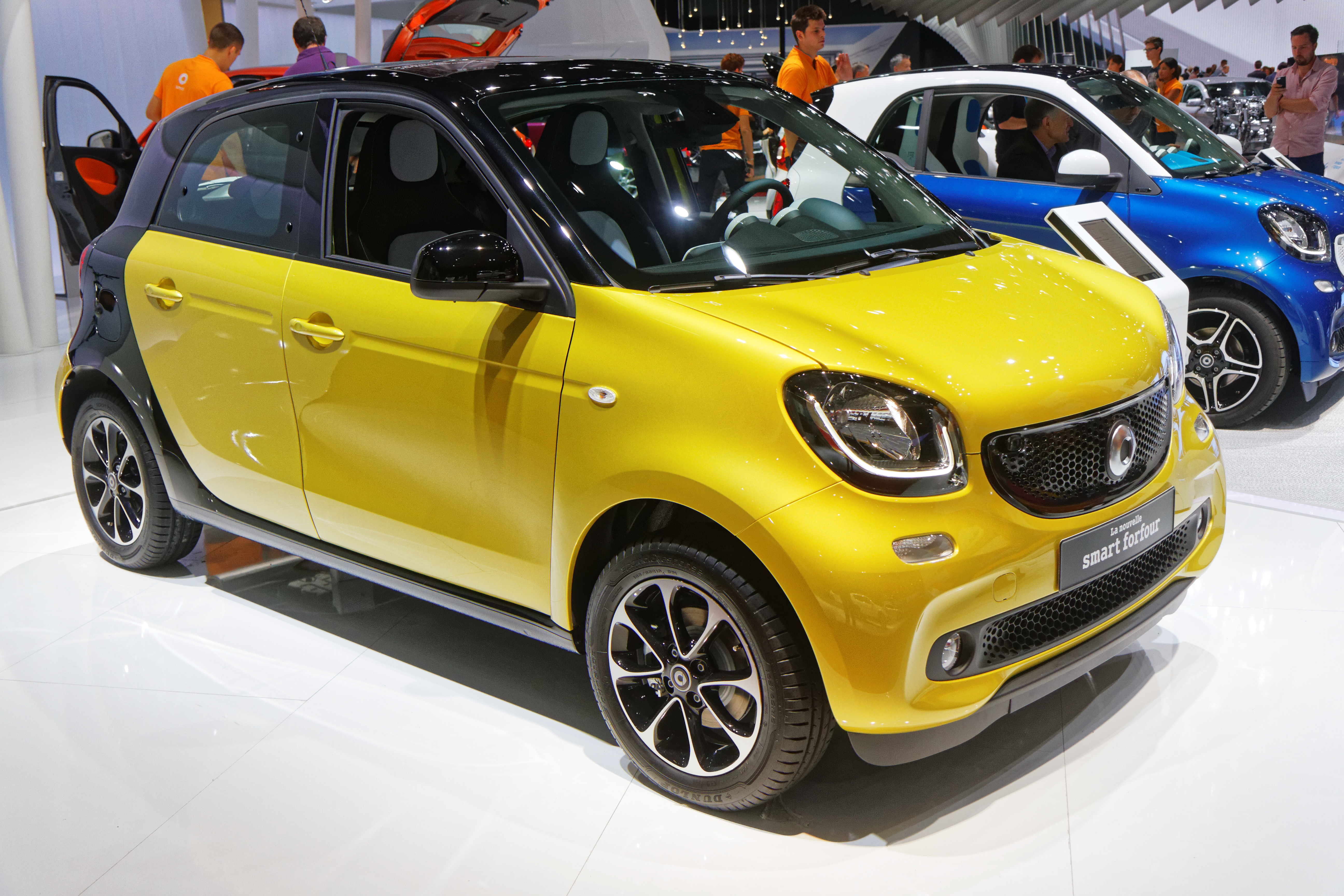
Smart Forfour
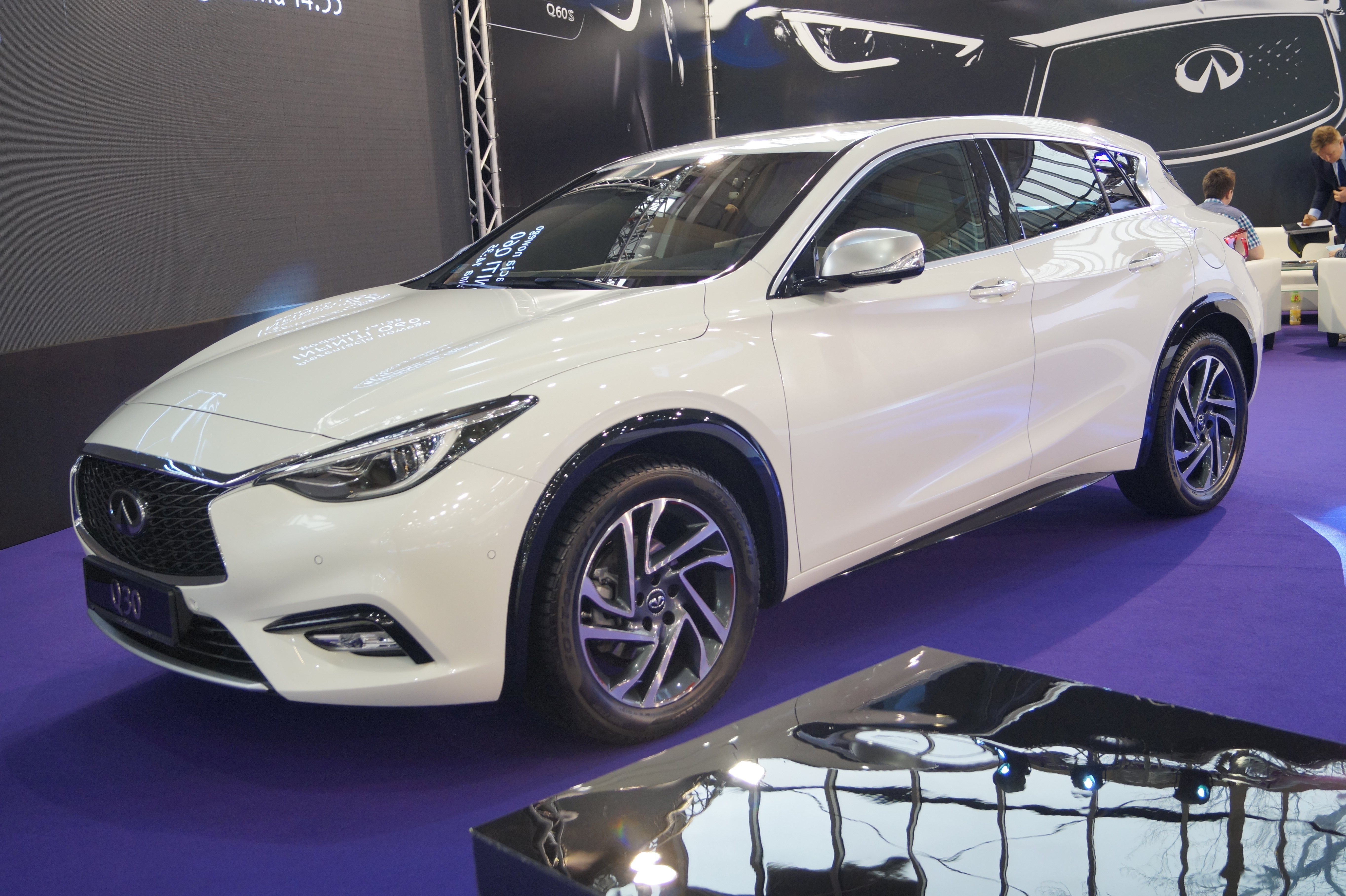
Infiniti Q30
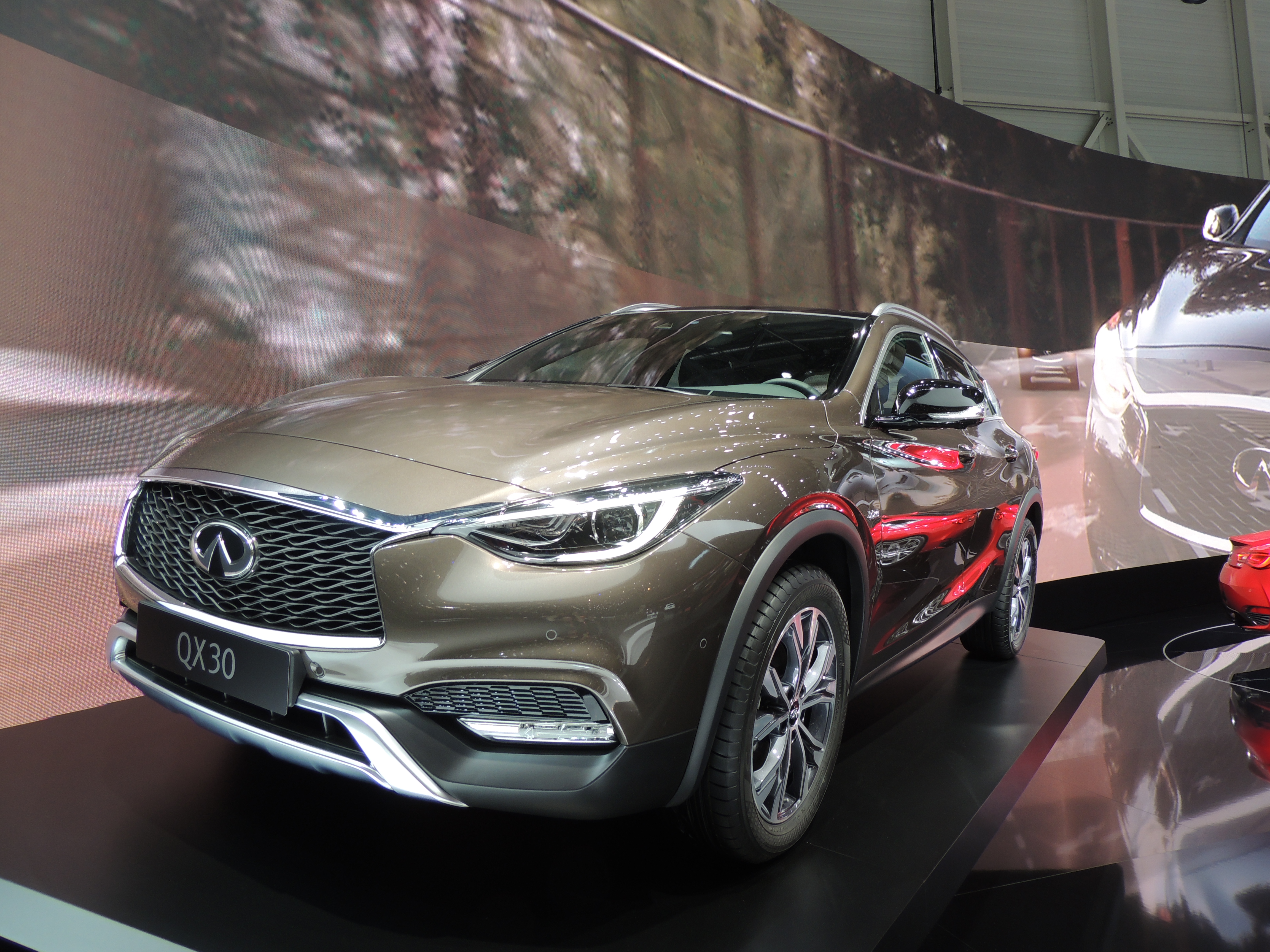
Infiniti QX30

## Planung
Auf der Internationalen Automobil-Ausstellung 2015 vereinbarten Dieter Zetsche und Carlos Ghosn, die Konzernchefs von Daimler und Renault-Nissan, dass in Zukunft die Elektromotoren des Renault Zoe auch im zwei- und viertürigen Elektro-Smart eingebaut werden.